# Спящая обнажённая (Курбе)
«Спящая обнажённая» (фр. Femme nue couchée) — картина французского художника-реалиста Гюстава Курбе, написанная в 1862 году. На ней изображена лежащая на диване молодая темноволосая женщина, одетая только в туфли и чулки. Позади неё частично затянутые красные шторы, а через окно видно пасмурное небо. На работу, вероятно, повлияла картина Гойи Маха обнажённая.

## История
Картина изначально принадлежала Александру Бертье, а позже Марселу Немесу. В 1913 году её купил венгерский коллекционер Ференц Хатвани, который, однажды, написал копию с картины и, в качестве шутки, отправил её на белградскую выставку под видом оригинала.
Во время освобождения Будапешта во время Второй мировой войны в 1945 году коллекция Хатвани была разграблена из банковского хранилища. После этого картина была замечена прикрепленной к тенту советской военной машины в Будайской крепости, после чего, казалось, что она исчезла без следа.
В 2000 и 2003 годах картина была предложена сначала Будапештскому музею изящных искусств, а затем Комиссии по восстановлению искусства (ЦАР) человеком из Словакии, утверждавшим, что является торговцем антиквариатом, но, как показалось его собеседникам, предположительно, мог быть связан со словацкой организованной преступностью. Дилер подготовил показания под присягой, которые судья признал достоверными, заявив, что картина была передана советскими солдатами врачу из деревни недалеко от Братиславы в уплату лечения раненого солдата. Экспертиза установила подлинность картины Курбе и то, что она не является копией, выполненной Хатвани.
После пяти лет переговоров, участия Интерпола и дипломатических споров между правительством США и Словакии ЦАР удалось приобрести картину для наследников Хатвани в обмен на вознаграждение в 300 тыс. долларов США. Впервые с 1930-х годов картина была показана на выставке Курбе в 2007 году в Большом дворце в Париже.
9 ноября 2015 года картина была продана с аукциона за 15,3 млн долларов США, что в четыре раза превышало предыдущий рекорд для картин Курбе.